# RW Cygni
RW Cygni är en ensam stjärna i mellersta delen av stjärnbilden Svanen omkring en grad öster om Gamma Cygni. Den har en minsta skenbar magnitud av ca 9,7 och kräver ett mindre teleskop för att kunna observeras. Gaia Data Release 2-parallaxen för RW Cygni är 0,4602 ± 0,0897 mas eller ett avstånd på cirka 2 200 parsec. RW Cygni antas ingå i stjärnföreningen Cygnus OB9 och därför ligga omkring 3 600 ljusår från solsystemet. Nyare observationer baserade på parallaxerna för angränsande OB-stjärnor ger RW Cygni ett avstånd på 1620 parsec. Den rör sig närmare solen med en heliocentrisk radialhastighet av ca -18 km/s.

## Egenskaper
RW Cygni är en ljusstark röd superjätte med en bolometrisk ljusstyrka på mer än 100 000 gånger solens. Dess spektraltyp anges i General Catalog of Variable Stars som M2-4Ia-Iab och täcker intervallet av tidigare publicerade värden. Den har definierats som en standardstjärna för MK-spektralklassen M3-M4Ia-Iab. År 2005 beräknades den effektiva temperaturen till 3 600 K, vilket ger en radie på 980 solradier. En alternativ beräkning ger en högre temperatur på 3 920 K och en motsvarande lägre radie på 680 solradier. Ett nyare mått baserat på dess vinkeldiameter (5,09 mas) och Gaia Data Release 2 parallax ger den en större radie på 1 100 solradier, vilket skulle göra RW Cygni till en av de största kända stjärnorna. Med det mer konservativa värdet, om den placerades i mitten av solsystemet, skulle den sträcka sig förbi Mars omloppsbana och in i asteroidbältet.

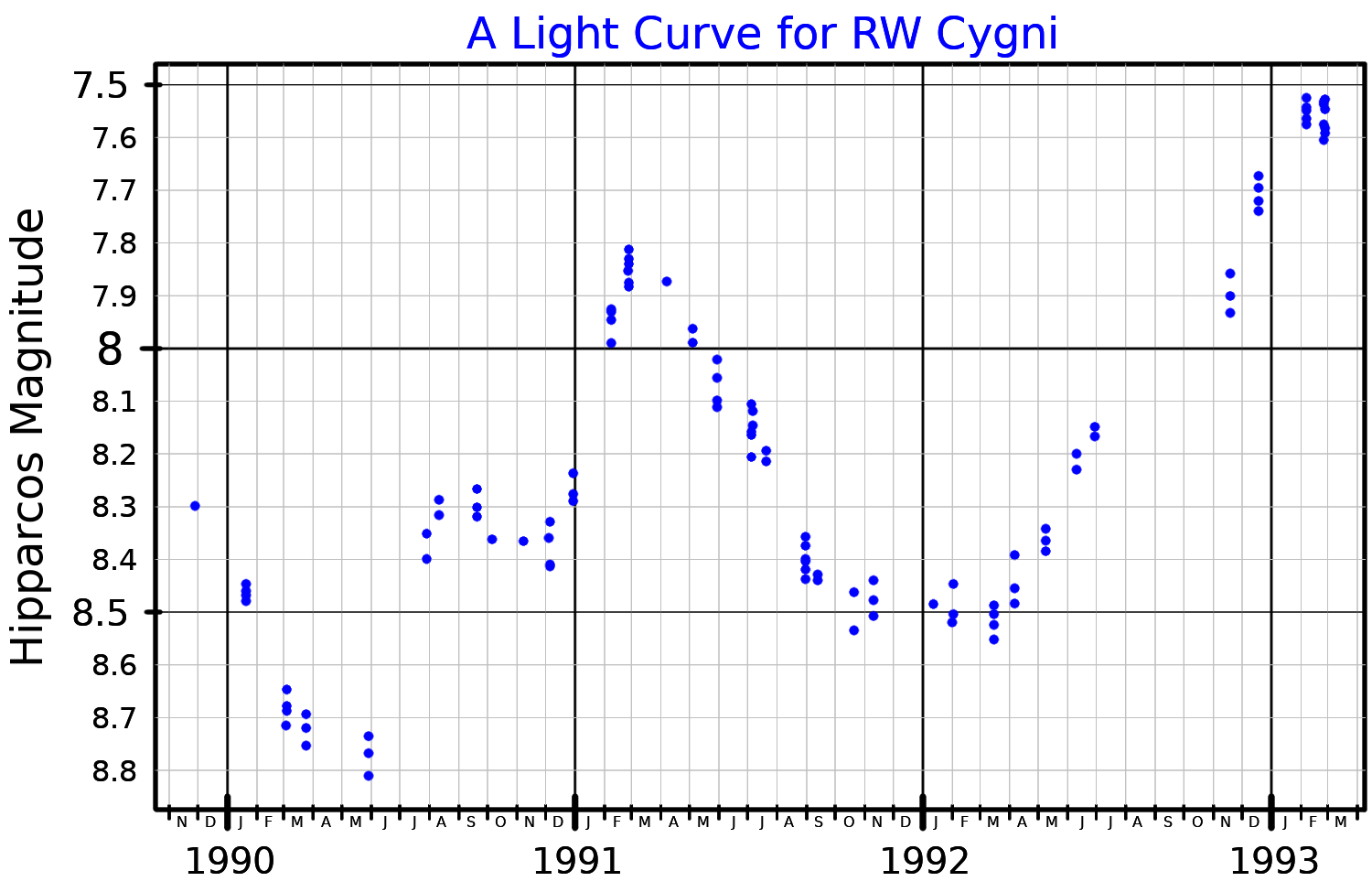
Ljuskyra för RW Cygni, plottad från Hipparcos data

Den initiala massan av RW Cygni har uppskattats från dess position i förhållande till teoretiska evolutionära stjärnspår till cirka 20 solmassor. Observationer av dess atmosfär tyder på att den förlorar massa med en hastighet av 3,2 × 10−6 solmassa per år.
RW Cygni klassificeras som en halvregelbunden variabel stjärna med subtypen SRc, vilket anger att den är en kall superjätte. Dess ljusstyrka varierar mellan magnitud +8,0 och +9,5 med en period på 580 ± 80 dygn. Ingen lång sekundärperiod har observerats.